# Výstupní rameno

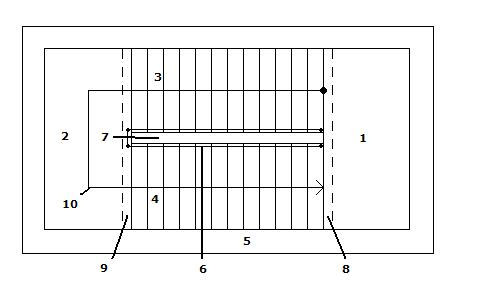
Nástupní rameno je označeno číslem 3, výstupní rameno číslem 4.

Výstupní rameno je poslední schodišťové rameno v každém podlaží, tedy je to pojem odlišující 2 ramena schodiště spojujícího 2 podlaží: nástupní rameno a výstupní rameno. Obě ramena odděluje plošina zvaná mezipodesta.